# Атанас Поплазаров
Атанас Поплазаров или Поплазов (изписване до 1945 година: Атанасъ попъ Лазаровъ) е български революционер, деец на Вътрешната македоно-одринска революционна организация.

## Биография
Роден е в 1867 или 1874 година във воденското село Чеган, което тогава е в Османската империя, днес Агиос Атанасиос, Гърция. Завършва ІІІ клас. В 1896 година влиза във ВМОРО. Участва в Илинденско-Преображенското въстание като воденски войвода.
При избухването на Балканската война в 1912 година Поплазаров е доброволец в Македоно-одринското опълчение и служи в инженерно-техническа част. На 16 февруари 1913 година е задържан от гръцките окупационни власти в Егейска Македония, след което изчезва.